# Topper Headon
Nicholas Bowen "Topper" Headon (Bromley, 30 mei 1955) is een Brits musicus die bekend werd als drummer van de punkgroep The Clash, van 1977 tot zijn ontslag in 1982 wegens een heroïneverslaving.

## Loopbaan
Headon groeide op in Crockenhill in het noordwesten van het graafschap Kent en studeerde aan Dover Grammar School for Boys. Billy Cobham was zijn idool als tiener, daar hij fan was van jazz. Headon begon reeds op jonge leeftijd te drummen. In 1973 begon zijn muzikale carrière, als drummer van de underground-groep Mirkwood. Met deze groep speelde Headon in het voorprogramma van Supertramp. Later trad hij met een niet nader genoemde band aan op een tournee van The Temptations, wat voor verwarring heeft gezorgd. Men heeft namelijk abusievelijk aangenomen dat hij in The Temptations heeft gespeeld omdat hij dat zelf lange tijd aangaf.

### The Clash
In 1977 stapte Headon als drummer in The Clash. Hij volgde in de formatie Terry Chimes op, een van de stichters van The Clash in 1976. Hoewel hij toegaf dat hij eerst het potentieel van de band niet zag en hij te kennen gaf zich op andere projecten te willen storten, bleef Headon vier en een half jaar lang actief in de formatie. 
De band rond zanger Joe Strummer werd een van de succesvolste rockgroepen van eind jaren zeventig en begin jaren tachtig. Headon maakte met The Clash legendarische albums als London Calling en Sandinista!. Op dat laatste album is hij zelf te horen als leadzanger in plaats van Strummer (op het nummer "Ivan Meets G.I. Joe"). Headon, multi-instrumentalist, speelde basgitaar op hun hitsingle "Rock the Casbah" uit 1982 van het album Combat Rock. Het succes van The Clash had een keerzijde voor met name Headon, die kampte met een heroïneverslaving waar in het verleden al vele rockartiesten aan ten onder gingen.
Headon werd in 1982 door Mick Jones uit de band gezet en vervolgens vervangen door weerom Chimes. Beiden veegden pas in 2009 de spons over het voorval en praten weer. Hij heeft zich verontschuldigd voor zijn druggebruik in de documentaire Westway to the World van regisseur Don Letts, die de videoclips van de band regisseerde. Hij betreurde dat de beroemde bezetting van The Clash (Strummer, Paul Simonon, Jones en hijzelf) een reünie overwoog ten tijde van Strummers overlijden in 2002.

### Leven na The Clash
Toen Mick Jones en Headon weer met elkaar door één deur konden (Jones werd zelf ontslagen), werd hij gevraagd als drummer voor wat later zou verworden tot Jones' nieuwe band Big Audio Dynamite. Headon maakte zijn verslaving echter erger, waardoor alles voor hem in het water viel.  Hij speelde in vele bands, maar zijn succes als drummer van The Clash heeft hij niet meer geëvenaard. Eind december 2002 nam Headon akte van het overlijden van Joe Strummer en reageerde geëmotioneerd.

"Joe's dood was nodig om me te laten beseffen hoe groot The Clash was. We waren een politieke band en Joe was degene die de teksten schreef. Joe was een van de meest "echte" jongens die je ooit kon ontmoeten. Als hij zei: 'Ik sta achter je', dan wist je dat hij het 100 procent meende."
— Topper Headon over Joe Strummer en The Clash

Headon heeft in 2008 even drums gespeeld op een tournee van de rockband Carbon/Silicon, een project van zanger/gitarist Mick Jones, bassist Tony James van Sigue Sigue Sputnik en gitarist/bassist Leo Williams van Big Audio Dynamite. Carbon/Silicon bracht namelijk de nummers van The Clash. Daarbij traden Headon en Jones voor het eerst sinds 1982 weer samen op. In het verleden, maar na The Clash, speelde hij in een groep genaamd Samurai, met bassist Pete Farndon, The Police-gitarist Henry Padovani, pianist/organist Mick Gallagher en zanger Steve Allen. In de jaren tachtig produceerde Headon achtereenvolgens albums voor de band Bush Tetras en speelde drums in de punkgroep Chelsea. Daarnaast streefde Headon een solocarrière na. Zijn enige studioalbum werd Waking Up uit 1986, met onder meer zang van Jimmy Helms. 